# 罗坝镇
罗坝镇，是中华人民共和国广东省韶关市始兴县下辖的一个乡镇级行政单位。

## 行政区划
罗坝镇下辖以下地区：
罗坝镇社区、角田村、瑶民村、东二村、燎原村、淋头村、上岗村、田心村、上营村、河渡村、大水村、和平村、桃源村和刘张家山林场生活区。